# PHPDoc
PHPDoc ist ein Format für Kommentar in PHP-Code in Anlehnung an Javadoc. Es dient dazu, Variablen, Funktionen, Methoden und Klassen in PHP-Quelltexten zu dokumentieren, um anhand dieser Angaben eine Dokumentation, etwa auf HTML-Basis, zu erstellen. Erschaffen wurde der Ausdruck etwa im Jahr 2000, als im Rahmen einer Präsentation ein an Javadoc angelehntes Dokumentationswerkzeug vorgestellt wurde, welches unter der PHP-Lizenz steht.

## Beispiel
Gegeben ist eine fiktive Methode, deren Beschreibung, Parameter und Rückgabewert definiert werden sollen:
```
/**

 * Get all image nodes.

 *

 * @param \DOMNode     $node       The \DOMDocument instance

 * @param boolean      $strict     If the document has to be valid

 *

 * @return \DOMNode

 */

 
public
 
function
 
getImageNodes
(
\DOMNode
 
$node
,
 
$strict
 
=
 
true
)

 
{

     
// ...

 
}

```

Die in Asterisken eingefassten Angaben zur Beschreibung der Methodenparameter sind dabei typisch für PHPDoc-Kommentare und müssen in dieser Formatierung bestehen. Im Beispiel werden mit Hilfe von @param die beiden Funktionsparameter definiert (in der Reihenfolge Datentyp, Variablenname, Kurze Erläuterung), außerdem wird der Rückgabe-Datentyp angegeben.

## Nutzen
Anhand der Beschreibungen, etwa für eine Methode, kann ein PHPDoc-Parser eine API-Dokumentation generieren, die etwa erforderte Funktionsparameter anschaulich erläutert. Ein weiterer Vorteil ist, dass Entwicklungsumgebungen diese Kommentare erfassen und somit Code-Vervollständigung leisten. Außerdem warnen sie davor, wenn etwa ein Objekttyp übergeben wird, der nicht mit der Angabe des PHPDoc-Kommentars übereinstimmt.